# Chemnitzer Fußballclub 1995-1996
Questa voce raccoglie le informazioni riguardanti il Chemnitzer Fußballclub nelle competizioni ufficiali della stagione 1995-1996.

## Stagione
Nella stagione 1995-1996 il Chemnitz, allenato da Reinhard Häfner e Christoph Franke, concluse il campionato di 2. Bundesliga al 15º posto e fu retrocesso in Regionalliga. In Coppa di Germania il Chemnitz fu eliminato agli ottavi di finale dal Fortuna Düsseldorf.

## Rosa
| N. |                      | Ruolo | Calciatore         |
| -- | -------------------- | ----- | ------------------ |
| 3  | Germania (bandiera)  | D     | Thomas Laudeley    |
|    | Germania (bandiera)  | P     | Alexander Kunze    |
|    | Germania (bandiera)  | P     | Jens Schmidt       |
|    | Germania (bandiera)  | P     | Jörg Weißflog      |
|    | Germania (bandiera)  | D     | Torsten Bittermann |
|    | Germania (bandiera)  | D     | Steffen Dünger     |
|    | Germania (bandiera)  | D     | Jens Melzig        |
|    | Croazia (bandiera)   | D     | Andrej Panadić     |
|    | Germania (bandiera)  | C     | Michael Ballack    |
|    | Germania (bandiera)  | C     | Gregor Berger      |
|    | Rep. Ceca (bandiera) | C     | Richard Culek      |
|    | Germania (bandiera)  | C     | Heiko Gerber       |
|    | Germania (bandiera)  | C     | René Hecker        |

| N. |                     | Ruolo | Calciatore       |
| -- | ------------------- | ----- | ---------------- |
|    | Germania (bandiera) | C     | André Krasselt   |
|    | Germania (bandiera) | C     | Silvio Meißner   |
|    | Croazia (bandiera)  | C     | Goran Milanko    |
|    | Germania (bandiera) | C     | Mario Neuhäuser  |
|    | Germania (bandiera) | C     | Olaf Renn        |
|    | Germania (bandiera) | C     | Jens Wahl        |
|    | Germania (bandiera) | C     | Lutz Wienhold    |
|    | Croazia (bandiera)  | A     | Ilija Aračić     |
|    | Germania (bandiera) | A     | Henri Fuchs      |
|    | Germania (bandiera) | A     | Torsten Gütschow |
|    | Germania (bandiera) | A     | David Wagner     |
|    | Germania (bandiera) | A     | Steven Zweigler  |

## Organigramma societario
Area tecnica
- Allenatore: Christoph Franke
- Allenatore in seconda:
- Preparatore dei portieri:
- Preparatori atletici:

## Calciomercato

### Sessione estiva
| Acquisti | Acquisti         | Acquisti         | Acquisti |
| R.       | Nome             | da               | Modalità |
| -------- | ---------------- | ---------------- | -------- |
| C        | Richard Culek    | Benešov          |          |
| A        | Henri Fuchs      | Dinamo Dresda    |          |
| A        | Torsten Gütschow | Hannover 96      |          |
| C        | René Hecker      | Waldhof Mannheim |          |
| D        | Jens Melzig      | Bayer Leverkusen |          |
| C        | Goran Milanko    | PAOK             |          |

| Cessioni | Cessioni            | Cessioni             | Cessioni |
| R.       | Nome                | a                    | Modalità |
| -------- | ------------------- | -------------------- | -------- |
| P        | Holger Hiemann      | Amburgo              |          |
| D        | Rene Krasselt       | Erzgebirge Aue       |          |
| C        | Ulf Mehlhorn        | Fortuna Düsseldorf   |          |
| A        | Frank Seifert       | Energie Cottbus      |          |
| C        | Kujtim Shala        | Fortuna Düsseldorf   |          |
| A        | Ojokojo Torunarigha | Borussia Neunkirchen |          |
| C        | Sixten Veit         | Hertha Berlino       |          |

### Sessione invernale
| Acquisti | Acquisti      | Acquisti       | Acquisti |
| R.       | Nome          | da             | Modalità |
| -------- | ------------- | -------------- | -------- |
| P        | Jörg Weißflog | Erzgebirge Aue |          |

| Cessioni | Cessioni | Cessioni | Cessioni |
| R.       | Nome     | a        | Modalità |
| -------- | -------- | -------- | -------- |

## Risultati

### 2. Bundesliga

#### Girone di andata
| Arbitro: | Weber |

|             |           |                                  |
| Meißner 38’ | Marcatori | 10’ Heidrich 45’ (aut.) Wienhold |

| Arbitro: | Fleischer |

|          |           |  |
| Pilz 32’ | Marcatori |  |

| Arbitro: | Wezel |

|                       |           |  |
| Renn 18’ Gütschow 26’ | Marcatori |  |

| Arbitro: | Friedrichs |

|            |           |              |
| Tanjga 44’ | Marcatori | 52’ Gütschow |

| Arbitro: | Gettke |

|           |           |           |
| Fuchs 71’ | Marcatori | 69’ Moore |

| Arbitro: | Hilmes |

|           |           |                       |
| Rolff 54’ | Marcatori | 35’ Milanko 90’ Fuchs |

| Arbitro: | Kemmling |

|                   |           |  |
| Gütschow 11’, 43’ | Marcatori |  |

| Arbitro: | Wack |

|           |           |            |
| Reich 85’ | Marcatori | 90’ Hecker |

| Arbitro: | Fischer |

|                        |           |  |
| Hecker 53’ Meißner 60’ | Marcatori |  |

| Arbitro: | Haupt |

|                                                          |           |             |
| Holetschek 7’ Zimmermann 18’ Hutwelker 52’ Schneider 82’ | Marcatori | 45’ Milanko |

| Arbitro: | Weiner |

|                                              |           |             |
| Akpoborie 8’ Dehoust 27’ Hayer 54’ Zeyer 79’ | Marcatori | 1’ Gütschow |

| Arbitro: | Byernetzky |

|                                                  |           |                |
| Fuchs 4’, 57’ Hecker 9’ Milanko 72’ Gütschow 79’ | Marcatori | 29’ von Heesen |

| Arbitro: | Friedrichs |

|                                                  |           |                  |
| Schäfer 45’ Ziemer 52’ Ouakili 72’ Zinnbauer 82’ | Marcatori | 8’, 50’ Gütschow |

| Arbitro: | Wack |

|            |           |  |
| Hecker 45’ | Marcatori |  |

| Arbitro: | Leimert |

|                |           |                  |
| Közle 57’, 66’ | Marcatori | 62’, 79’ Meißner |

| Arbitro: | Schmidt |

|                       |           |         |
| Hecker 14’ Aračić 69’ | Marcatori | 2’ Rapp |

| Arbitro: | Rüdiger |

|  |           |                         |
|  | Marcatori | 41’ Hecker 61’ Wienhold |

#### Girone di ritorno
| Lipsia 2 dicembre 1995, ore 14:00 CET 18ª giornata | VfB Lipsia | 0 – 0 referto | Chemnitz | Bruno-Plache-Stadion (5 300 spett.)\| Arbitro: \| Koop \| |
| Arbitro:                                           | Koop       |               |          |                                                           |

| Arbitro: | Fandel |

|  |           |            |
|  | Marcatori | 47’ Hermel |

| Arbitro: | Casper |

|                      |           |  |
| Lau 9’ von Ahlen 64’ | Marcatori |  |

| Arbitro: | Malbranc |

|             |           |                |
| Panadić 85’ | Marcatori | 14’, 67’ Kovač |

| Arbitro: | Blumenstein |

|             |           |             |
| Baumann 71’ | Marcatori | 29’ Meißner |

| Arbitro: | Ertl |

|          |           |           |
| Renn 14’ | Marcatori | 45’ Kranz |

| Arbitro: | Hauer |

|                    |           |                               |
| Marić 0’ Reina 33’ | Marcatori | 0’ (aut.) Sobiech 26’ Panadić |

| Arbitro: | Dehmelt |

|  |           |                                               |
|  | Marcatori | 13’ Spies 16’ Ratke 74’ Maucksch 89’ Stammann |

| Arbitro: | Wezel |

|  |           |              |
|  | Marcatori | 87’ Gütschow |

| Arbitro: | Domurat |

|                        |           |  |
| Gütschow 57’, 79’, 85’ | Marcatori |  |

| Arbitro: | Jansen |

|              |           |             |
| Gütschow 74’ | Marcatori | 32’ Reichel |

| Arbitro: | Dörr |

|                                           |           |             |
| Renn 37’ (aut.) Walter 40’ von Heesen 84’ | Marcatori | 68’ Meißner |

| Arbitro: | Hotop |

|  |           |                             |
|  | Marcatori | 45’ Ziemer 57’, 62’ Demandt |

| Arbitro: | Buchhart |

|            |           |  |
| Anders 85’ | Marcatori |  |

| Arbitro: | Best |

|  |           |                       |
|  | Marcatori | 65’ Wosz 80’ Michalke |

| Arbitro: | Krug |

|                                                    |           |                      |
| Jasarević 33’ Kovacec 50’ Weiland 74’ Daschner 84’ | Marcatori | 8’ Gütschow 62’ Renn |

| Arbitro: | Werthmann |

|                          |           |               |
| Gütschow 38’ Meißner 88’ | Marcatori | 59’ Jurgeleit |

### Coppa di Germania
| Arbitro: | Fandel |

|                         |           |                                 |
| Trkulja 55’ Chýlek 109’ | Marcatori | 52’ Gütschow 112’, 114’ Meißner |

| Arbitro: | Hilmes |

|                          |           |                                                                 |
| Schneider 42’ Sugzda 88’ | Marcatori | 20’ (aut.) Penzel 58’ Gütschow 61’ Hecker 74’ Fuchs 84’ Meißner |

| Arbitro: | Wagner |

|                                  |           |           |
| Werner 58’ Minkwitz 63’ Bach 86’ | Marcatori | 28’ Fuchs |

## Statistiche

### Statistiche di squadra
| Competizione      | Punti | In casa | In casa | In casa | In casa | In casa | In casa | In trasferta | In trasferta | In trasferta | In trasferta | In trasferta | In trasferta | Totale | Totale | Totale | Totale | Totale | Totale | DR |
| Competizione      | Punti | G       | V       | N       | P       | Gf      | Gs      | G            | V            | N            | P            | Gf           | Gs           | G      | V      | N      | P      | Gf     | Gs     | DR |
| ----------------- | ----- | ------- | ------- | ------- | ------- | ------- | ------- | ------------ | ------------ | ------------ | ------------ | ------------ | ------------ | ------ | ------ | ------ | ------ | ------ | ------ | -- |
| 2. Bundesliga     | 42    | 17      | 8       | 3       | 6       | 24      | 20      | 17           | 3            | 6            | 8            | 19           | 31           | 34     | 11     | 9      | 14     | 43     | 51     | -8 |
| Coppa di Germania | -     | 0       | 0       | 0       | 0       | 0       | 0       | 3            | 2            | 0            | 1            | 9            | 7            | 3      | 2      | 0      | 1      | 9      | 7      | +2 |
| Totale            | 42    | 17      | 8       | 3       | 6       | 24      | 20      | 20           | 5            | 6            | 9            | 28           | 38           | 37     | 13     | 9      | 15     | 52     | 58     | -6 |

### Andamento in campionato
| Giornata  | 1  | 2  | 3  | 4  | 5  | 6  | 7 | 8 | 9 | 10 | 11 | 12 | 13 | 14 | 15 | 16 | 17 | 18 | 19 | 20 | 21 | 22 | 23 | 24 | 25 | 26 | 27 | 28 | 29 | 30 | 31 | 32 | 33 | 34 |
| --------- | -- | -- | -- | -- | -- | -- | - | - | - | -- | -- | -- | -- | -- | -- | -- | -- | -- | -- | -- | -- | -- | -- | -- | -- | -- | -- | -- | -- | -- | -- | -- | -- | -- |
| Luogo     | C  | T  | C  | T  | C  | T  | C | T | C | T  | T  | C  | T  | C  | T  | C  | T  | T  | C  | T  | C  | T  | C  | T  | C  | T  | C  | C  | T  | C  | T  | C  | T  | C  |
| Risultato | P  | P  | V  | N  | N  | V  | V | N | V | P  | P  | V  | P  | V  | N  | V  | V  | N  | P  | P  | P  | N  | N  | N  | P  | V  | V  | N  | P  | P  | P  | P  | P  | V  |
| Posizione | 11 | 15 | 11 | 13 | 13 | 10 | 6 | 7 | 5 | 8  | 10 | 8  | 9  | 6  | 7  | 6  | 6  | 6  | 6  | 7  | 8  | 9  | 8  | 8  | 9  | 8  | 6  | 8  | 8  | 11 | 13 | 14 | 15 | 15 |

Legenda:

Luogo: C = Casa; T = Trasferta. Risultato: V = Vittoria; N = Pareggio; P = Sconfitta.

### Statistiche dei giocatori
| Giocatore     | 2. Bundesliga | 2. Bundesliga | 2. Bundesliga | 2. Bundesliga | Coppa di Germania | Coppa di Germania | Coppa di Germania | Coppa di Germania | Totale   | Totale | Totale      | Totale     |
| Giocatore     | Presenze      | Reti          | Ammonizioni   | Espulsioni    | Presenze          | Reti              | Ammonizioni       | Espulsioni        | Presenze | Reti   | Ammonizioni | Espulsioni |
| ------------- | ------------- | ------------- | ------------- | ------------- | ----------------- | ----------------- | ----------------- | ----------------- | -------- | ------ | ----------- | ---------- |
| I. Aračić     | 23            | 1             | 2             | 0             | 1                 | 0                 | 0                 | 0                 | 24       | 1      | 2           | 0          |
| M. Ballack    | 15            | 0             | 3             | 0             | 1                 | 0                 | 0                 | 0                 | 16       | 0      | 3           | 0          |
| G. Berger     | 0             | 0             | 0             | 0             | 0                 | 0                 | 0                 | 0                 | 0        | 0      | 0           | 0          |
| T. Bittermann | 21            | 0             | 7             | 0             | 3                 | 0                 | 0                 | 0                 | 24       | 0      | 7           | 0          |
| R. Culek      | 20            | 0             | 5             | 0             | 2                 | 0                 | 1                 | 0                 | 22       | 0      | 6           | 0          |
| S. Dünger     | 8             | 0             | 1             | 0             | 0                 | 0                 | 0                 | 0                 | 8        | 0      | 1           | 0          |
| H. Fuchs      | 18            | 4             | 7             | 0             | 3                 | 2                 | 1                 | 0                 | 21       | 6      | 8           | 0          |
| H. Gerber     | 30            | 0             | 5             | 0             | 2                 | 0                 | 0                 | 0                 | 32       | 0      | 5           | 0          |
| T. Gütschow   | 34            | 15            | 3             | 0             | 2                 | 2                 | 0                 | 0                 | 36       | 17     | 3           | 0          |
| R. Hecker     | 32            | 6             | 6             | 0             | 3                 | 1                 | 0                 | 0                 | 35       | 7      | 6           | 0          |
| A. Krasselt   | 0             | 0             | 0             | 0             | 0                 | 0                 | 0                 | 0                 | 0        | 0      | 0           | 0          |
| A. Kunze      | 14            | 0             | 0             | 0             | 3                 | 0                 | 0                 | 0                 | 17       | 0      | 0           | 0          |
| S. Köhler     | 1             | 0             | 0             | 0             | 1                 | 0                 | 0                 | 0                 | 2        | 0      | 0           | 0          |
| T. Laudeley   | 24            | 0             | 1             | 0             | 1                 | 0                 | 0                 | 0                 | 25       | 0      | 1           | 0          |
| S. Meißner    | 29            | 7             | 5             | 0             | 3                 | 3                 | 0                 | 0                 | 32       | 10     | 5           | 0          |
| J. Melzig     | 20            | 0             | 6             | 1             | 3                 | 0                 | 2                 | 0                 | 23       | 0      | 8           | 1          |
| G. Milanko    | 24            | 3             | 5             | 1             | 1                 | 0                 | 0                 | 0                 | 25       | 3      | 5           | 1          |
| M. Neuhäuser  | 0             | 0             | 0             | 0             | 0                 | 0                 | 0                 | 0                 | 0        | 0      | 0           | 0          |
| A. Panadić    | 33            | 2             | 6             | 0             | 3                 | 0                 | 2                 | 0                 | 36       | 2      | 8           | 0          |
| O. Renn       | 29            | 3             | 9             | 0             | 3                 | 0                 | 0                 | 1                 | 32       | 3      | 9           | 1          |
| J. Schmidt    | 9             | 0             | 0             | 0             | 0                 | 0                 | 0                 | 0                 | 9        | 0      | 0           | 0          |
| D. Wagner     | 1             | 0             | 0             | 0             | 0                 | 0                 | 0                 | 0                 | 1        | 0      | 0           | 0          |
| J. Wahl       | 34            | 0             | 4             | 1             | 3                 | 0                 | 1                 | 0                 | 37       | 0      | 5           | 1          |
| J. Weißflog   | 11            | 0             | 3             | 0             | 0                 | 0                 | 0                 | 0                 | 11       | 0      | 3           | 0          |
| L. Wienhold   | 26            | 1             | 5             | 0             | 3                 | 0                 | 0                 | 0                 | 29       | 1      | 5           | 0          |
| S. Zweigler   | 0             | 0             | 0             | 0             | 0                 | 0                 | 0                 | 0                 | 0        | 0      | 0           | 0          |